# Prusac

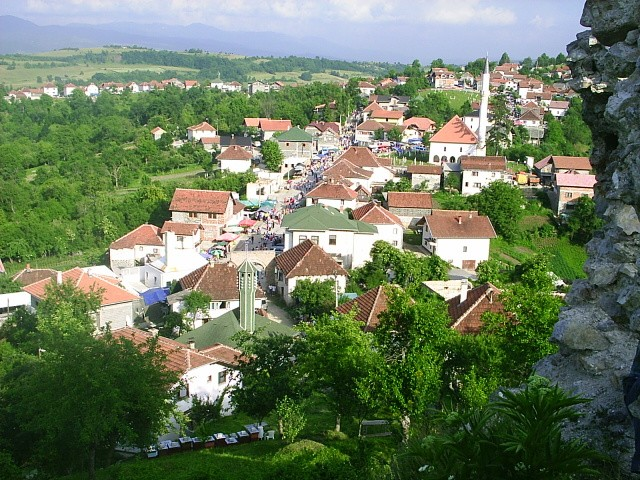
Prusac (2006)

Prusac ist ein Dorf in der Gemeinde Donji Vakuf in Bosnien und Herzegowina.

## Kultur
Jedes Jahr Ende Juni findet das muslimische Fest von Ajvatovica statt, welches während drei Tagen mehrere tausend Touristen ins kleine Dorf bringt. Die Legende von Ajvatovica besagt, dass Ajvaz Dedo, ein Einwohner von Prusac, in den Bergen oberhalb von Prusac 40 Tage lang um Wasser betete. Am 40. Tag spaltete sich ein gewaltiger Stein und gab eine Quelle frei, die von da an das Dorf mit Wasser versorgte.